# Vori de morsa

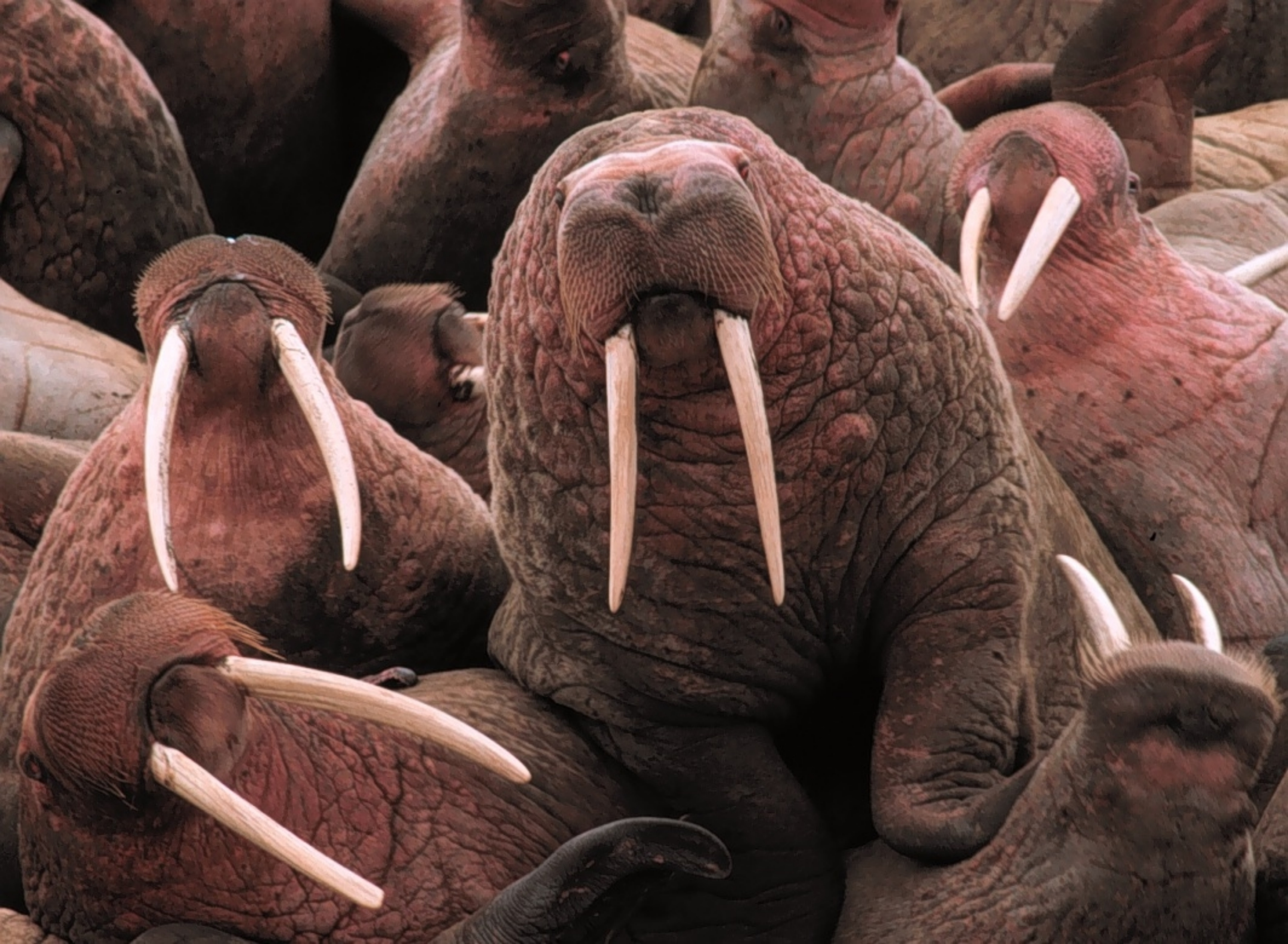
Morsa del Pacific al Cap Peirce

El vori d'ullal de morsa prové dels ullals superiors de les morses. Els ullals d'una morsa Pacífic poden assolir una llargada d'un metre. Les dents de morsa són també comercialment tallades i venudes; una dent mitjana de morsa té una forma irregular i arrodonida, amb aproximadament 5 cm en llargada.

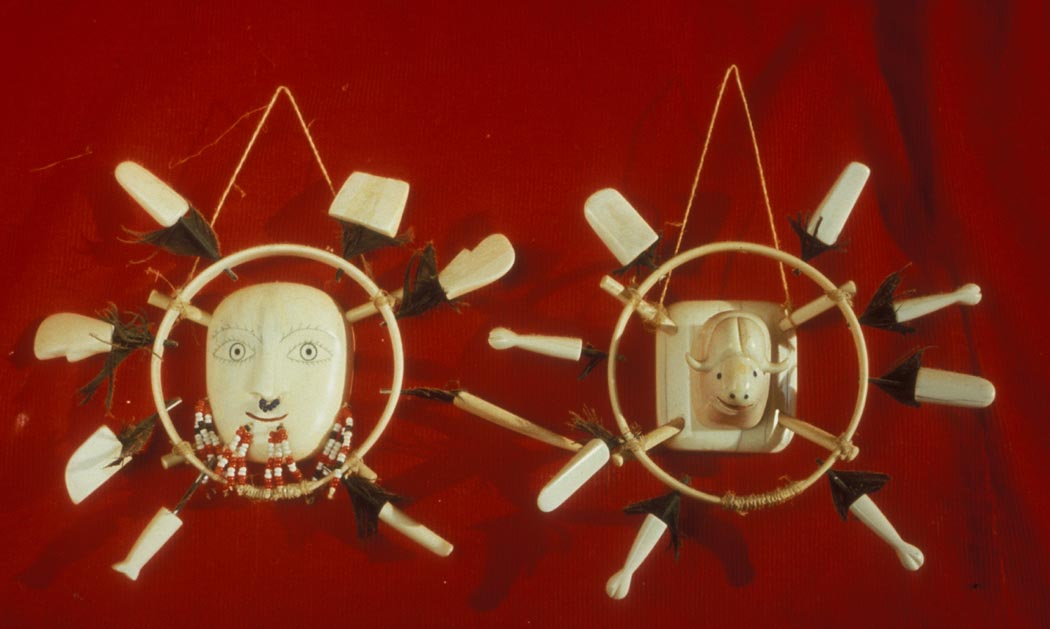
Màscares cerimonials de vori produïdes per Yupik a Alaska.

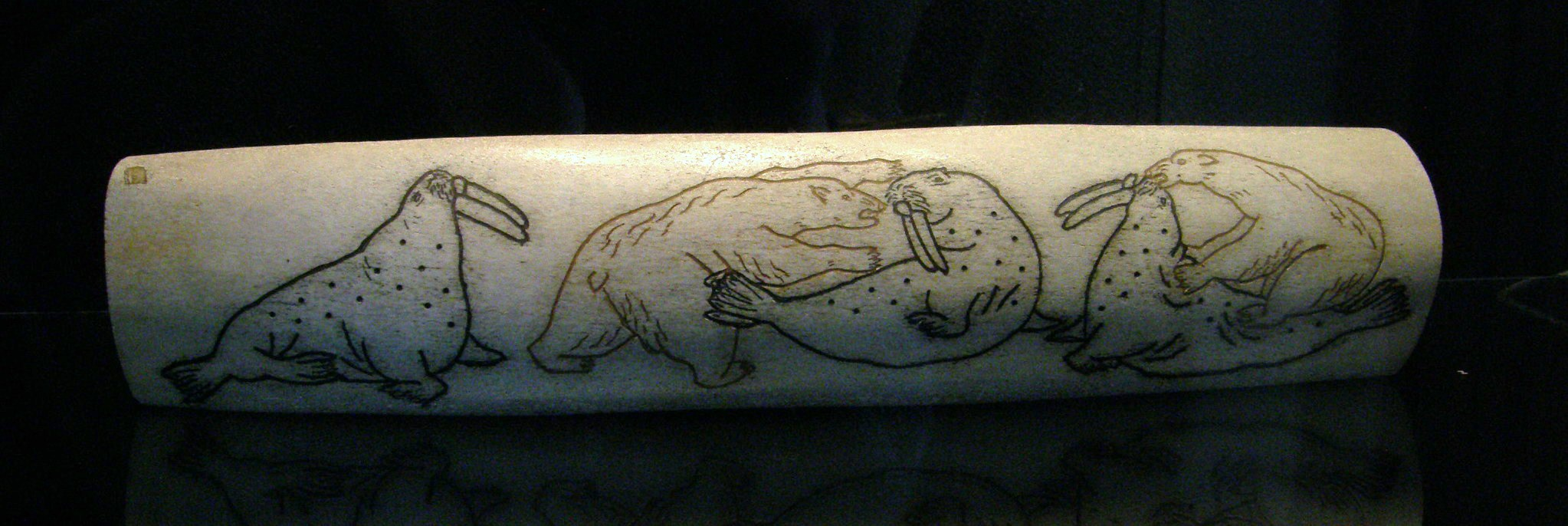
Ullals de morsa gravats descrivint ossos polars que ataquen morses, datat de la dècada del 1970 a Txukotka (Museu Regional de Magadan).

La punta d'un ullal de morsa té una capa d'esmalt que es va desgastant durant la joventut de l'animal. Hi ha esquerdes longitudinals fines, que semblen radials en secció de creu, les quals s'originen en el cement i penetren la dentina. Aquestes esquerdes són visibles en tota la llargada de l'ullal. Els ullals de morsa són generalment ovalats, amb osques àmpliament espaiades. La dentina es compon de dos elements: dentina primària i dentina secundària (sovint anomenada osteodentina). La dentina primària té una aparença de vori clàssic. La dentina secundària sembla més aviat marbre, o farina de civada en flocs.
La talla i el gravat de vori de morsa ha estat una art important per al folklore de la gent de l'Àrtida des de temps prehistòrics, entre ells els inuit (inupiaq i yupik) de Groenlàndia i Amèrica del Nord i els txuktxis i koriaks de Rússia. Els txuktxi i els yupik de la mar de Bering en particular continuen la producció de peces artesanals de vori. Durant l'èpica soviètica, algunes col·lectivitats de talladors d'ivori de morsa morses s'establiren a pobles de Txukotka, especialment Uelen. El comerç internacional és, tanmateix, restringit per la Convenció sobre el Comerç Internacional d'Espècies Amenaçades (CITES).
L'art folklòric de talla de vori de morsa ha estat popular a la Rússia europea des de l'edat mitjana, amb escoles notables de talla a Kholmogory i Tobolsk. També hi ha objectes nòrdics notables en vori de morsa, com per exemple les peces d'escacs de Lewis.